# 华盛顿特区影评人协会
华盛顿特区影评人协会（英語：Washington D.C. Area Film Critics Association）是一个2002年在华盛顿特区成立的影评组织，由来自于电视、广播、出版和网络领域的34位影评人组成。每年由会员投票颁发一次华盛顿特区影评人协会奖。

## 奖项
- 华盛顿影评人协会奖最佳男主角
- 华盛顿影评人协会奖最佳女主角
- 华盛顿影评人协会奖最佳动画片
- 华盛顿影评人协会奖最佳原创剧本
- 华盛顿影评人协会奖最佳导演
- 华盛顿影评人协会奖最佳纪录片
- 华盛顿影评人协会奖最佳影片
- 华盛顿影评人协会奖最佳外语片
- 华盛顿影评人协会奖最佳改编剧本
- 华盛顿影评人协会奖最佳男配角
- 华盛顿影评人协会奖最佳女配角
- 华盛顿影评人协会奖最佳摄影
- 华盛顿影评人协会奖最佳艺术指导
- 华盛顿影评人协会奖最佳群戏
- 华盛顿影评人协会奖最佳突破演技
- 华盛顿影评人协会奖最佳配乐

## 届次
- 第1届华盛顿影评人协会奖
- 第2届华盛顿影评人协会奖
- 第3届华盛顿影评人协会奖
- 第4届华盛顿影评人协会奖
- 第5届华盛顿影评人协会奖
- 第6届华盛顿影评人协会奖
- 第7届华盛顿影评人协会奖
- 第8届华盛顿影评人协会奖
- 第9届华盛顿影评人协会奖
- 第10届华盛顿影评人协会奖
- 第11届华盛顿影评人协会奖
- 第12届华盛顿影评人协会奖
- 第13届华盛顿影评人协会奖
- 第14届华盛顿影评人协会奖
- 第15届华盛顿影评人协会奖
- 第16届华盛顿影评人协会奖（英语：Washington D.C. Area Film Critics Association Awards 2017）
- 第17届华盛顿影评人协会奖（英语：Washington D.C. Area Film Critics Association Awards 2018）
- 第18届华盛顿影评人协会奖（英语：Washington D.C. Area Film Critics Association Awards 2019）
- 第19届华盛顿影评人协会奖
- 第20届华盛顿影评人协会奖
- 第21届华盛顿影评人协会奖